# Röd hundrova

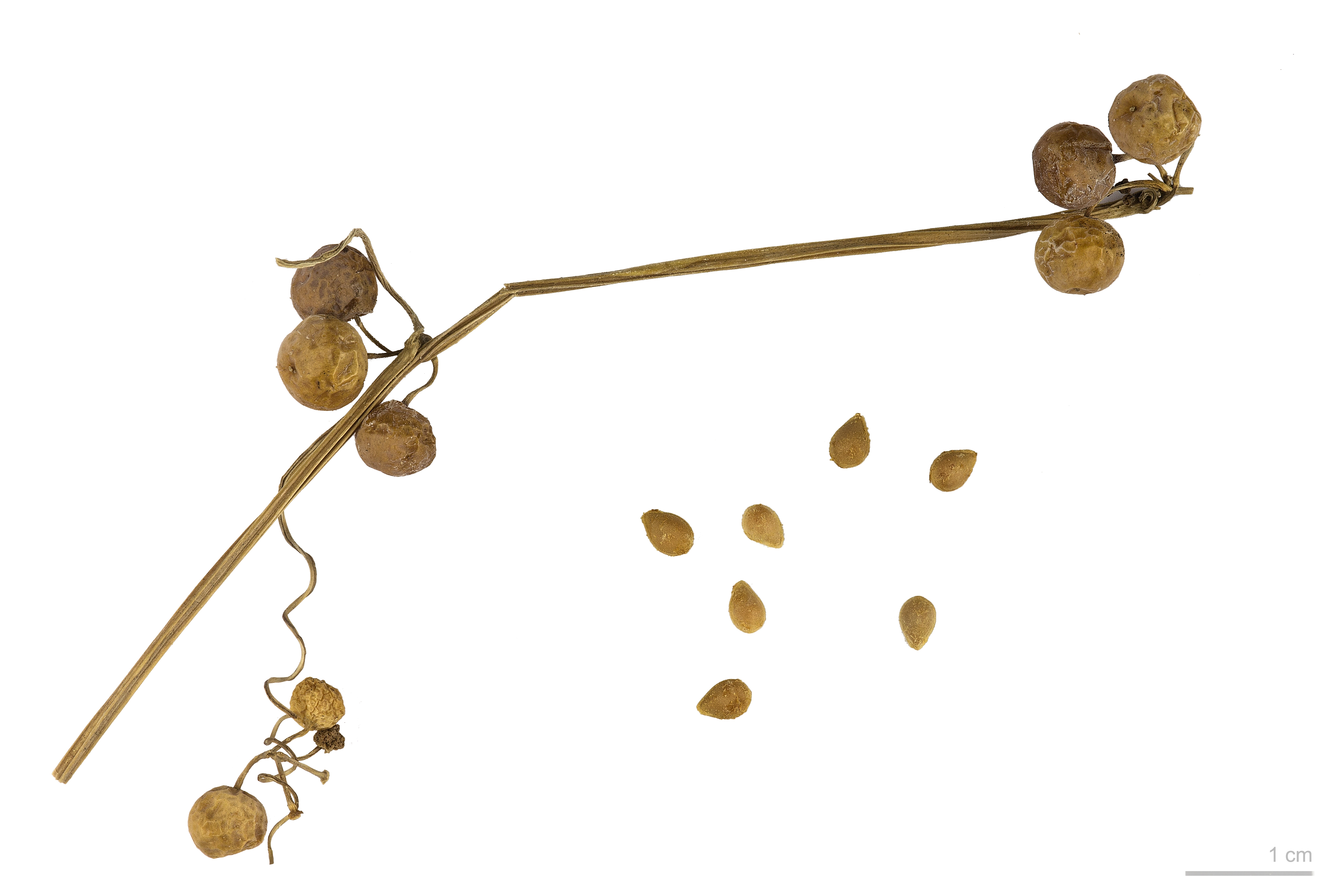
Bryonia dioica

Röd hundrova (Bryonia dioica) är en art i familjen gurkväxter. Det är en örtartad flerårig klätterväxt med spiralformade klängen. Blommorna är gulvita och sitter i klasar i bladvecken. Frukten är ett rött bär som är giftigt.

## Synonymer
- Bryonia acuta Desf.
- Bryonia acuta var. sicula (Guss.) Fiori & Paol.
- Bryonia cretica subsp. dioica (Jacq.) Tutin
- Bryonia digyna Pomel
- Bryonia ruderalis Salisbury nom. illeg.
- Bryonia sicula Guss.